# Generalmusic
 (avril 2020).
Si vous disposez d'ouvrages ou d'articles de référence ou si vous connaissez des sites web de qualité traitant du thème abordé ici, merci de compléter l'article en donnant les références utiles à sa vérifiabilité et en les liant à la section « Notes et références ».

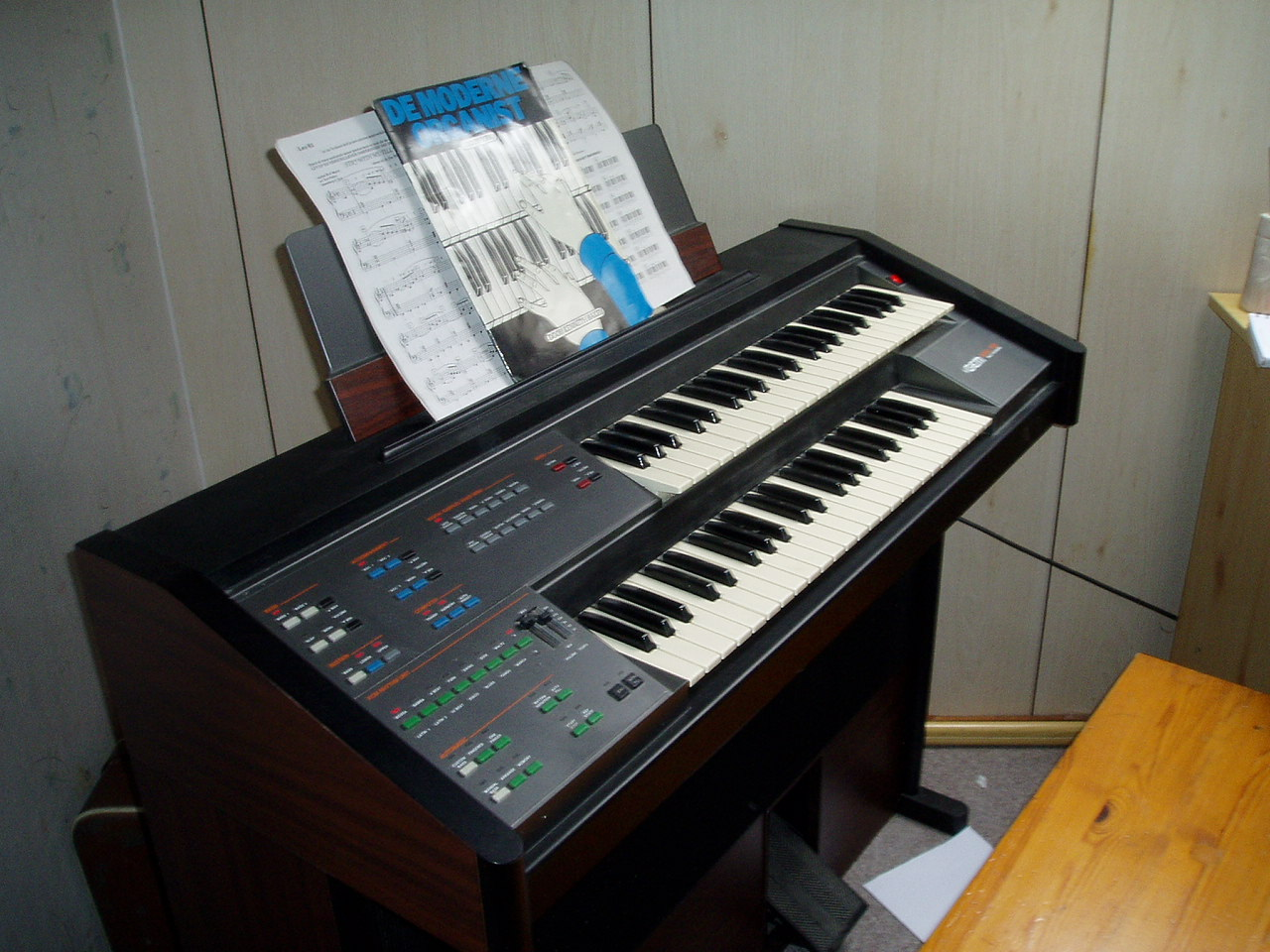
Orgue électronique GEM MK-10

Generalmusic est une entreprise italienne de fabrication d'instruments de musique, créée en 1890, spécialisée dans les pianos numériques, pianos acoustiques, les orgues électroniques, les synthétiseurs et les stations audionumériques. L'entreprise a produit trois gammes: une gamme d'instruments de musique appelés GEM, divers équipements de studio appelés LEM et des produits d'amplification appelés ELKA.

## Histoire

### Premières années
Les premiers modèles de stations de travail d'arrangeur de Generalmusic étaient leur série WS, sortie en 1990. Dotés d'un séquenceur à 5 pistes, de 32 styles d'arrangeur intégrés et de 32 styles programmables par l'utilisateur, ils ont précédé la norme General MIDI. Cette interopérabilité facile limitée avec d'autres appareils. La série WX (sortie en 1993) implémentait le General MIDI, offrait un grand écran LCD bleu, une interface conviviale et quelques préréglages de sons de synthé vintage comme Oberheim, ARP 2600, Prophet ou Elka Synthex. Bien que conçue comme des stations de travail d'arrangeur, la série WX avait des capacités de synthétiseur professionnel comme l'édition de filtre et de coupure (résonance) avec un puissant séquenceur 16 pistes intégré. La société a également proposé des versions plus sophistiquées de la série WX en tant que synthétiseurs de la série S. Le S2 était similaire à un Kurzweil K2000 pour ses fonctionnalités telles que l'échantillonnage optionnel, la mise en page et la manipulation des patchs.
Generalmusic a acheté la société GEM, qui avait elle-même acheté Elka-Orla, un facteur de pianos et d'orgues qui est passé aux synthétiseurs dans les années 1970. Le Synthex est le plus connu d'une gamme d'instruments Elka.

### Après 1990
Des années 1990 à 2000, Generalmusic a créé un module de piano numérique demi-rack physiquement modélisé appelé RealPiano Expander. Il comportait des pianos à queue réalistes et modélisés physiquement avec une fonctionnalité de pédale forte continue. Le RealPiano Expander a une lecture LCD délicate qui est sujette aux pannes. Cela est dû au placement interne du fil ruban LCD à proximité du bord avant supérieur du cadre avant en plastique. Pour éviter d'endommager le fil ruban LCD, les utilisateurs ne doivent pas placer d'objets lourds sur le module. Les utilisateurs ont remplacé eux-mêmes le fil ruban LCD. Un fil de ruban LCD endommagé n'affecte en rien la qualité du son ou d'autres fonctions. L'appareil présente également quelques bogues liés à la vélocité des touches qui n'ont jamais été corrigés dans le micrologiciel EPROM évolutif.
Le RealPiano Expander a été remplacé par le module demi-rack GEM RP-X en 2006. Le RP-X comportait le DRAKE (DSP RISC Advanced Keyboard Engine) qui simule un piano à queue Fazioli F308 et Steinway & Sons, entre autres instruments.
La dernière génération de synthétiseurs Generalmusic est la série Genesys, offrant un échantillonnage intégré à partir d'un CD-ROM intégré, des pistes de séquenceur audio et une ROM flash. En plus de Genesys, la société a proposé une version d'entrée de gamme nommée série GK et une version WK simplifiée nommée WK-1000/2000.
Generalmusic a également produit des pianos numériques, la série Promega, qui ont suscité plus d'intérêt que leurs produits synthétiseurs.
En février 2009, Generalmusic a licencié tous les employés et a immédiatement déposé son bilan, qui a été déclaré en 2011.
En décembre 2014, le groupe finlandais Soundion Oy Ltd (nouveau propriétaire de GEM, LEM et Elka) a annoncé qu'en 2015, Generalmusic mettra sur le marché une gamme de produits composée de modèles réédités ainsi que de nouveaux modèles technologiques. La nouvelle production devrait être installée en Finlande.
En juillet 2015, il était prévu de lancer une réédition du synthétiseur classique Elka Synthex, et une campagne de financement participatif a été lancée sur Indiegogo. Malheureusement, il n'a pas atteint le financement prévu et le projet Synthex semble avoir été annulé.
À partir de 2021, Generalmusic (Finlande) produit une gamme de pianos numériques de marque Gem Promega 2+ utilisant la technologie "UpDRAKE" qui semble être un développement ultérieur de la technologie originale Generalmusic DRAKE pour les orgues numériques (US Patent 5,442,128).